# Vytjegda
Vytjegda (ryska: Вычегда) är en av Dvinas källfloder i norra Ryssland. Vytjegda kommer från Timanbergen i republiken Komi och flyter i västlig riktning genom Archangelsk oblast. Efter dess förening med Suchona i Kotlas bär flodsystemet namnet Dvina. Flodsystemets längd från Vytjegdas källa till Dvinas utlopp är 1,780 km.
Strax efter gränsen till Archangelsk oblast kommer från vänster (från söder) biflödet Sjies. En närbelägen järnvägsstation med samma namn på Norra järnvägen (Vologda—Kotlas—Syktyvkar—Vorkuta) förbereddes under 2019 för att bli en soptipp för Moskva, något som under 2019 ledde till omfattande protester. 
“I’m against the project at the Shiyes station. I don’t want it to continue,
Alexander Tsybulsky och Vladimir Ujba, nytillsatta guvernörer för regionen Archangelsk och republiken Komi emotsatte sig 2020 planerna.

## Etymologi
Flodnamnet på komispråket kommer från komi Ezj (Ezja) ”gräs, torv, äng, grönt marktäcke” och va ”vatten, flod”, dvs. ordkombinationen Ezj-va betyder ”ängsfloden”.
Det ryska namnet på floden har behållit sitt ursprung före Komi-tiden och stämmer inte överens med det allmänna toponymiska landskapet i republiken Komi (icke-komi och icke-ryskt). Den mest sannolika kopplingen är till de ob-ugriska språken. Den finländska språkforskaren och etnologen A. J. Sjögren ansåg att hydronymen Vytjegda tillhörde ett utdött finsk-ugriskt språk som inte hörde till de östersjöfinska och permiska grupperna